# پهلوان علیشاه مزینانی
پهلوان علیشاه مزینانی از سرداران بنام سلاطین آل مظفر و از حلقهٔ معتمدان شاه شجاع بود. هنگام طغیان پهلوان اسد خراسانی در کرمان و طولانی شدن محاصرهٔ این شهر و توفیق نیافتن سپاهی که شاه شجاع به فرماندهی برادرش سلطان احمد برای سرکوب پهلوان اسد فرستاده بود، سرانجام شاه شجاع، پهلوان علیشاه مزینانی را با پهلوان خرم خراسانی همراه با سپاهی با بُنه و تجهیزات یکساله به شهربندان کرمان فرستاد. پهلوان علیشاه با کاردانی مثال زدنی، این مأموریت را به پایان برد و موفق شد با ترکیبی از نبرد، مذاکرهٔ سیاسی و سرانجام نیرنگ، پهلوان اسد را نابود سازد. سرانجام پهلوان اسد در رمضان ۷۷۶ هجری قمری، به دست سربازان پهلوان علیشاه کشته شد. پهلوان علیشاه، سر او را به شیراز فرستاد و شاه شجاع آن سر را برای عبرت برادرزاده‌اش شاه یحیی که محرک پهلوان اسد بود، به یزد فرستاد و دستور داد تا آن سر را در باغ کمال کاشی، دفن کنند.